# 安德烈亚·巴里
安德烈亚·巴里（義大利語：Andrea Bari，1980年3月5日—），意大利男子排球运动员。他曾代表意大利国家队参加2012年夏季奥林匹克运动会排球比赛，结果获得一枚铜牌。